# Frederik Kiærskiold
Frederik Kiær de Kiærskiold, född cirka 1675 i Guldbæk i Øster Hornums socken i Ålborgs stift, begravd 12 december 1738 i Børglum, var en dansk godsägare.
Han var son till fästebonden Christen Andersen Kiær (död tidigast 1709) och Maren Sørensdatter Buus (1640–1709). Kiær var förmodligen först skrivare på ett godskontor och blev 1698 ridefoged (godsägarens fogde) på säteriet Bonderup i Holbæk amt, 1703 och 1707 var han fullmäktig hos amtsförvaltaren i Ålborg och därefter i några år arrendator på Krastrup vid Løgstør. 
Liksom andra länsmän byggde han troligen upp sin förmögenhet genom spekulationer med skattesäden, och han ärvde förmodligen också medel, som han förökade genom fastighetshandel. År 1715 hans ekonomi tillräckligt solid för att han skulle förvärva godset Børglums kloster i Nordjylland. Under de följande åren var Kiær medlem av flera kungliga kommissioner och år 1722 av en kommission för att undersöka ett fall av tullbedrägeri i Viborg, vilket förde honom i kontakt med översekreterare Frederik Rostgaard. Genom förbindelsen till Rostgaard uppnådde Kiær att bli adlad 1722. Men när Rostgaards ämbete granskades 1725, anklagades Kiær för att ha betalat Rostgaard 1000 rigsdaler i mutor, och hans adelskap upphävdes. Han dömdes också till böter på 3.000 rigsdaler. Fast 1735 adlades han igen, under namnet Kiærskiold. Under tiden hade han avancerat till kansliråd år 1723 och han blev justitieråd år 1736.
Han gifte sig 20 juni 1713 i Ålborg med Inger Pop (11 maj 1692 i Aalborg – begravd 20 maj 1740 i Børglum kirke), dotter till köpmannen Johan Nielsen Pop (1650–1702) och Maren Jensdatter (1658–1725). Paret hade dottern Christiane Marie Kiær de Kiærskiold (1714–1760), som först äktade Johan Henrik Rantzau och sedan arkitekten Laurids de Thurah, varigenom Børglum kloster kom i de två männens ägo.
Kiær utökade sitt godsinnehav med Hegnet i Salling, Halkær vid Nibe, Baggesvogn och Hæstrupgård i Vendsyssel och Ågård i Han Herred samt många andra gods. År 1722 restaurerade han Børglum klosterkirke, som han 1734 försåg med nuvarande inventarier i rokokostil. Ombyggnaden fortsattes sedan av de Thurah. Han dog 1738 och begravdes i Børglums kyrka.
Frederik Kiær har rykte om sig att vara en hårdhänt godsägare som var hård mot fästebönderna – liksom så många andra godsägare som härstammade från bondeståndet. Han är idag mest ihågkommen för denna roll och är därmed blivit en sägensfigur i stil med fru Ingeborg Skeel till Voergård och Brigader Halling.